# Pedro Tesifón de Moctezuma
Pedro Tesifón de Moctezuma de la Cueva (Guadix, 1584-Madrid, 7 de noviembre de 1639), bisnieto de Moctezuma Xocoyotzin, heredero del mayorazgo indiano de Pedro de Moctezuma, fue un noble español.

## Biografía
Fue I conde de Moctezuma y I vizconde de Ilucán, caballero de la Orden de Santiago y I señor de la Villa de Monterrosano de la Peza, Granada.
En 1567, Diego Luis de Moctezuma, señor de Tula, emigró de México a España con el fin de representar los intereses de su familia ante la corte en Madrid. Contrajo matrimonio con Francisca de la Cueva y Bocanegra, familiar por línea directa de los duques de Albuquerque. A la muerte de su hermano Martín de Moctezuma Diego Luis, a pesar de su ilegitimidad, asumió el mayorazgo de la Casa de Moctezuma que contaba con una varias encomiendas en Nueva España, en lo que hoy se conoce como el estado de Hidalgo. Sin embargo, consta en las sucesivas misivas que los titulares del mayorazgo enviaron a los reyes de España que las mercedes prometidas por su origen noble, eran recibidas incompletas y con retardo.
Su heredero nació en Guadix en 1584. A la muerte de su padre, Diego Luis de Moctezuma, heredó el mayorazgo. Como en habían hecho en su turno su padre y abuelo, Pedro de Moctezuma, en 1612 renunció a su derecho a reclamar el trono en las tierras novohispanas y se declaró vasallo de la corona española. El 24 de febrero de 1627, Felipe IV lo nombró I vizconde de Ilucán, y el 13 de noviembre de 1627, I conde de Moctezuma. En 1631 compró el señorío de la Peza en Granada que desde entonces se llamó Villa de Monterrosano y ahí se apostó la casa de Moctezuma. El señorío de Monterrosano se perdió por impago en 1693.
Casó con Geronima de Porres y Castillo, con descendencia.